# Diastyloides serratus
Diastyloides serratus är en kräftdjursart som först beskrevs av Georg Ossian Sars 1865.  Diastyloides serratus ingår i släktet Diastyloides och familjen Diastylidae. Arten är reproducerande i Sverige. Inga underarter finns listade i Catalogue of Life.

## Bildgalleri

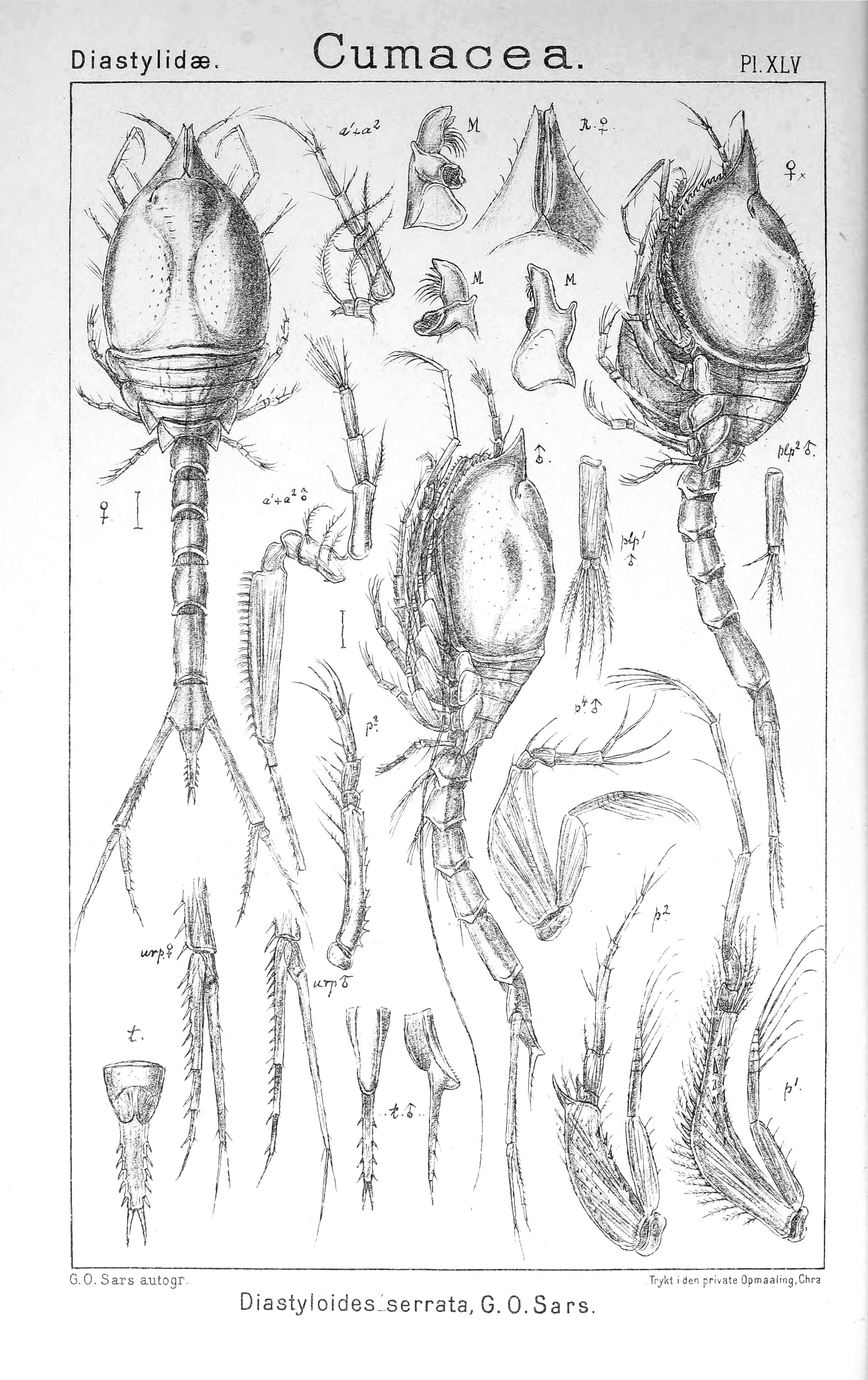